# Благое Марянович
Благое Марянович (на сърбохърватски: Благоје Марјановић / Blagoje Marjanović) е югославски футболист, нападател.

## Кариера

### Футболист
Благое Марянович започва кариерата си в СК Югославия, след това преминава в Олимпия. По-късно играе и за БСК. Партньорът му в нападението в клуба е Александър Тернанич, с когото също играят заедно за националния отбор. Освен това, Марянович играе и за Чукарички, Динамо от Панчево и НК Осиек. По време на Втората световна война е в германски плен, а след войната, се завръща в родината си.

### Национален отбор
За националния отбор на Югославия, Благое Марянович дебютира 28 юни 1926 г. в мач срещу Чехословакия в Загреб и до 1938 г. е основна част от националния отбор. Той участва и на първото Световно първенство през 1930 г. Общо има 57 мача и вкарва 36 гола.

### Треньор
След завършването на кариерата си, Благое Марянович работи известно време като треньор. Той води БСК, както и италианските клубове Торино и Катания.